# اداد-هابي

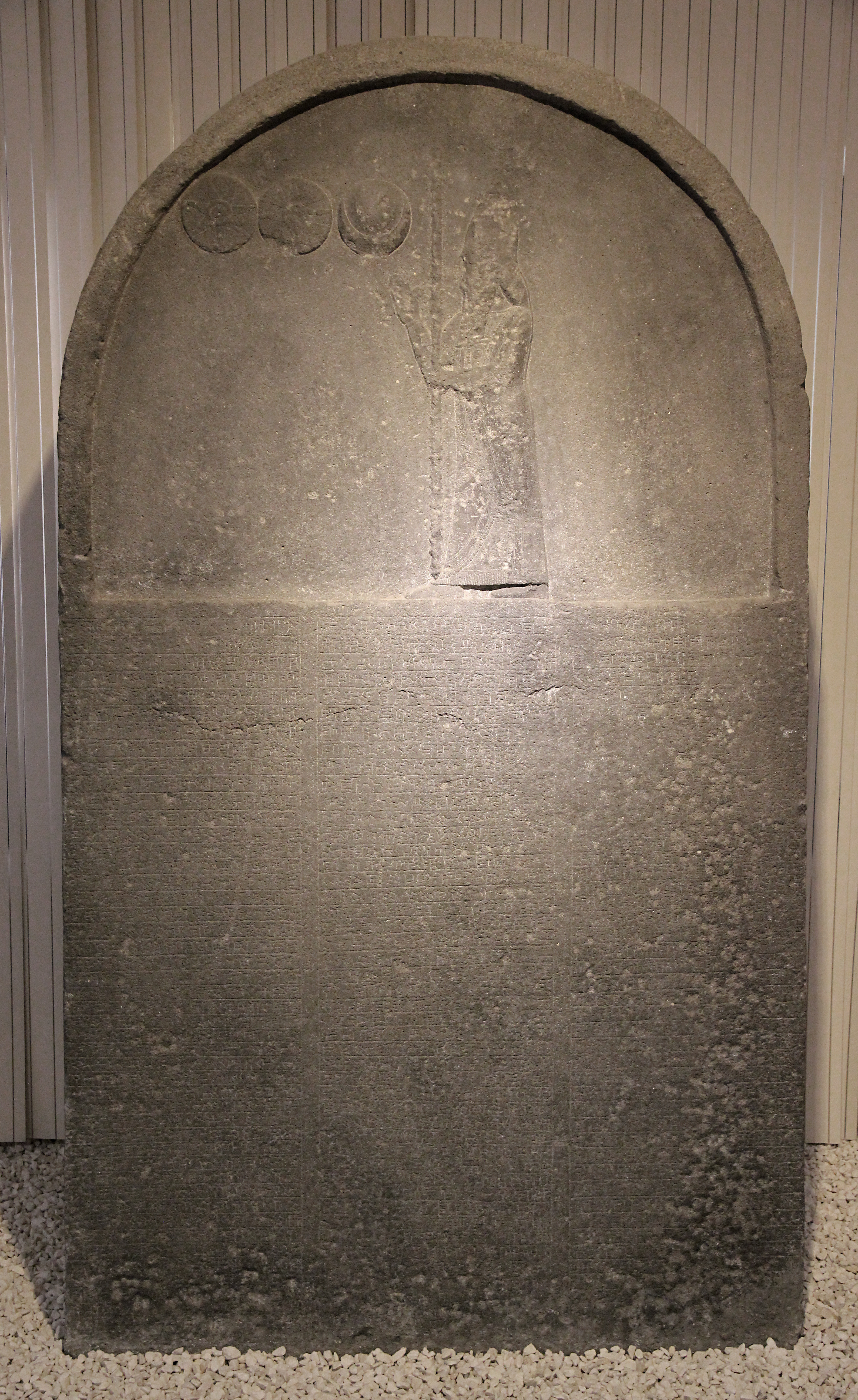

اداد-هابي، القراءة السابقة أداد غابي أو أداد گابي (مواليد نحو 650 ق.م، الوفات 17. نيسان 546 ق م ) كانت والدة الملك البابلي الآخير  نبو نيد. اسمها من أصل آرامي ويعني: أعطاني ادد / هدد الحماية .

## حياتها
كانت ادد-هابي عام 610 قبل الميلاد تنتمي كأميرة إلى البيت الملكي الآشوري ونفيت بانتصار نيبو أبال أوسور مع أفراد الأسرة الباقين على قيد الحياة إلى بابل. في البلاط الملكي البابلي، عاشت حياة حرة في أعقابها وتصرفت بإخلاص تجاه الملك البابلي. وبعد وقت قصير تزوجت من الأمير البابلي نابو-بلاتسو-يقبي على طابوقة من حران يرد اسم والد نبو نيد بصيغة مختلفة: نوسكو-بلاشتو-يقبي Nusku-balāstu-iqbi والذي وصفه نبو نيد كأمير حكيم أو حاكم قوي.
اداد-هابي تقدم نفسها في نقش حران H1 ككاهنة علية لإله القمر سين المبجل في حران. ومع ذلك، لا يوجد دليل أو وثيقة محايدة أخرى تدعم هذا البيان. توفر محتويات النقش معلومات عن حياتها منذ الولادة وحتى الموت. كان المؤلف نابونيد نفسه، الذي أراد بوضوح الاحتفاظ بذكرى كريمة لأمه. لذلك، فإن النصوص تنتمي إلى صنف تقوش شواهد المدافن

## نقوش الحران
يقدم نقش اداد-هابي معلومات قيمة، على الرغم من أن المحتوى كتب لاحقًا كمبرر لاهوتي ورد فعل على ما ورد فيأسطوانة قورش. تقدم محتويات نقش اداد-هابي حران أدناه في مقتطفات جزئية.

## وفاة اداد هابي
بعد وفاة ادا-هابي يوم 17 نيسان عام 546 ق.م في دور كاراشو على الفرات فوق سيبار، أمر حفيدها بلشاصر بالحداد لمدة ثلاثة أيام، ذلك أن بلشاصر شغل منصب نائب الملك في بابل حينها، إذ طالت زيارة والده نابو نيد إلى تيماء، وفي شهر سيمانو (11. حزيران إلى 9. تموز 546 ق.م) أعلن الحداد العام مرة أخرى في البلاد. ربما تم ذلك بناءً على أوامر نابو نيد المقيم على مسافة بعيدة، والذي ربما كان قد علم بوفاة والدته بعد ذلك بوقت قصير.

## كرونولوجيا الملوك عند اداد-هابي
- آشوربنيبال 42 سنة
- آشور إيتيل إيلاني 3 سنوات
- نبوبولاسر 21 سنة
- نبوخذ نصر الثاني 43 سنة
- أميل مردوخ 2 سنوات
- نرغال شراصر 4 سنوات

## أدبيات الموضوع
- Nabonid. In: Reallexikon der Assyriologie und Vorderasiatischen Archäologie (RIA). Bd. 9, S. 6–12. في: معجم الحقيقي للآشوريات وآثار الشرق الأدنى (ريا). المجلد 9، ص 6-12.
- Das Judentum im Zeitalter des Zweiten Tempels (Studienausgabe aus der Schriftenreihe: Forschungen zum Alten Testament, Nr. 42). Tübingen: Mohr-Siebeck. 2006. ISBN:3-16-148835-0. Mohr-Siebeck، Tübingen 2006، ISBN 3-16-148835-0 .
- Der kultische Kalender der Ur-III-Zeit. Berlin: de Gruyter. 1993. ISBN:3-11-013932-4.
- Die Exilszeit. 6. Jahrhundert v. Chr. Stuttgart u. a.: Kohlhammer. 2001. ISBN:3-17-012336-X. القرن قبل الميلاد مركز حقوق الإنسان. كولهامر، شتوتغارت   أ. 2001، ردمك 3-17-012336-X .
- Israel in exile: The history and literature of the sixth century B.C.E. Atlanta: Society of Biblical Literature. 2003. ISBN:1-58983-055-5.
- "Magie und Medizin" und "Der alte Mensch" in den antiken Zivilisationen des Mittelmeerraumes. Münster: Lit. 2002. ISBN:3-8258-5752-2. Lit، Münster 2002، ISBN 3-8258-5752-2 .

## دليل المواقع
- نقش حران H1 لاداد-هابي

## الشروح والبنود
1. ↑  وفقًا لما أوردته حوليات نبو نيد ، توفيت ادا- هابي في الخامس من نيسان من السنة التاسعة لنبو نيد. بدأت السنة العاشرة للحكم بوضع مردوخ يداه ، ولكن ذلك يتم وفقًا لتقويم العبادة بعد الخامس نيسان فقط. تطابق الخامس من نيسان في عام 546 ق.م مع 24 نيسان، وبداية الربيع في 28 آذار في التقويم اليولياني المُقدم. فيما يتعلق بالتقويم الميلادي ، فإن فارق التوقيت هو 7 أيام ، ويجب خصمها من 24 نيسان . ليس من الواضح ما إذا كان يجب تحويل التاريخ إلى التقويم القمري البابلي الفعلي أم التقويم السنوي الثابت. العمليات الحسابية قدمها Jean Meeus وفقًا Astronomische Algorithmen - Anwendungen für Ephemeris Tool 4,5 -, Barth, Leipzig 2000 und Ephemeris Tool 4,5 Umrechnungsprogramm.
2. ↑  في عهد دارا الأول، حاول في العام 522 ق.م نبوخذ نصر الثالث و في العام 521 ق.م نبوخذ نصر الرابع استعادة عرش بابل
3. ↑  Paul-Alain Beaulieu: The reign of Nabonidus, King of Babylon, 556-539 B.C., Yale University Press, New Haven 1989, S. 74–80.
4. ↑  Assurbanipals 20. Regierungsjahr wird auf 649 v. Chr. angesetzt. Mithin ergeben sich nur 103 Jahre nach heutiger Chronologie.